# Kernig-Zeichen
Das Kernig-Zeichen ist ein neurologisches Zeichen, das nach Wladimir Kernig benannt ist. Es gilt als positiv, wenn im Liegen – bei gebeugtem Hüftgelenk – die passive Streckung des Kniegelenkes zu starken Schmerzen im Lumbalbereich führt.
Es tritt beispielsweise bei Hirnhaut-Reizung (Meningismus), z. B. im Rahmen einer Hirnhautentzündung (Meningitis), Hexenschuss (Lumbago) oder Bandscheibenvorfall auf.